# Fakin' It
Singles de Simon and Garfunkel
At the Zoo
(1967) Scarborough Fair
(1967)
Fakin' It est une chanson de Simon and Garfunkel composée par Paul Simon, parue en single en 1967 et l'année suivante sur l'album Bookends. Elle a atteint la 23e place du Billboard Hot 100.
Dans cette chanson dont la structure mélodique rappelle Tomorrow Never Knows des Beatles, le protagoniste livre ses réflexions concernant son manque de confiance en soi. Certains biographes du duo ont suggéré que la chanson pouvait être une allégorie de la relation entre Simon et Garfunkel.